# Матейко Катерина Іванівна

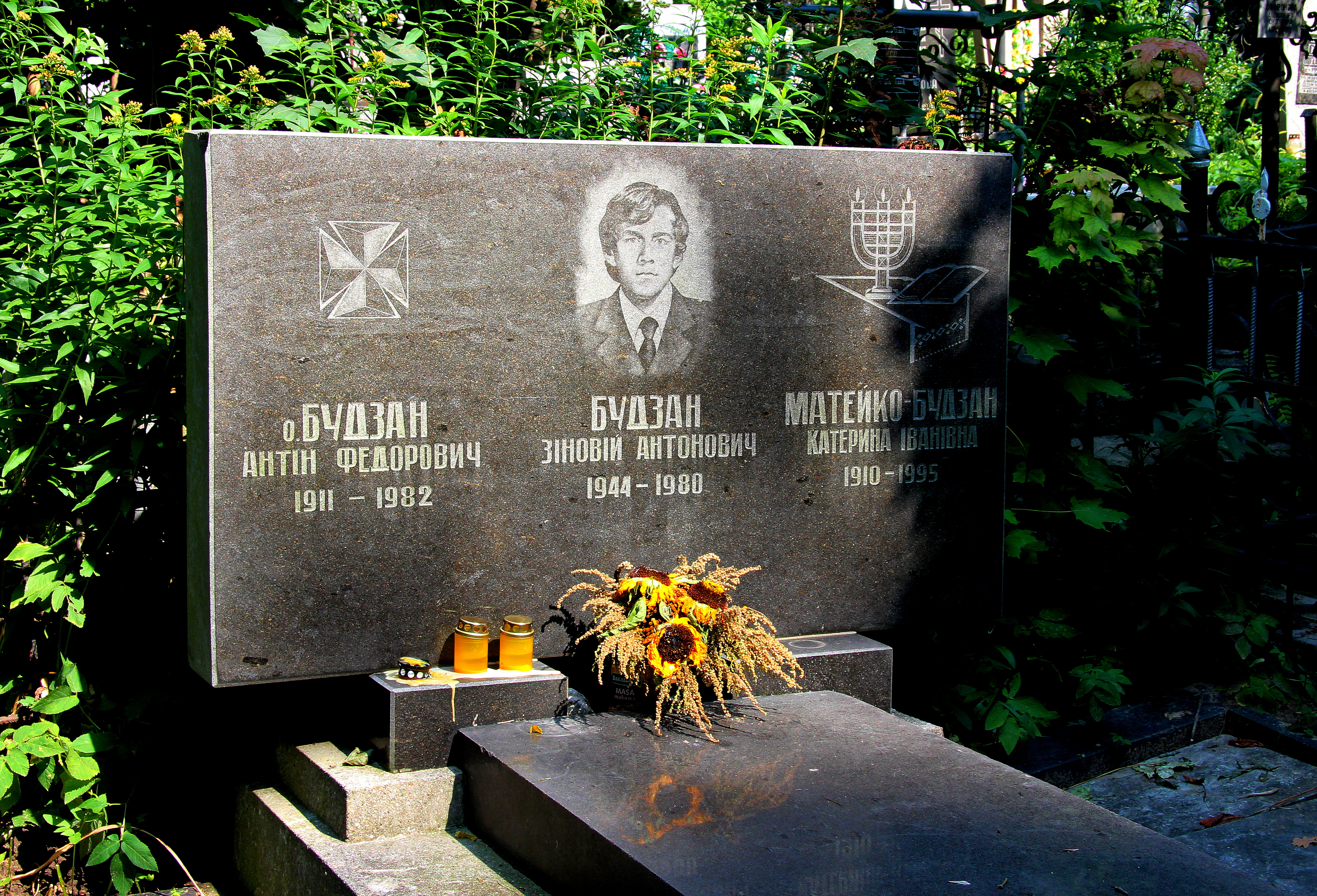
Могила Катерини Матейко на Янівському цвинтарі

Катерина Іванівна Матейко (6 грудня 1910, с. Поздяч — 22 грудня 1995, Львів) — українська науковиця, етнографка, керамістка, гончарка, публіцистка, краєзнавиця та громадська діячка.

## Біографія
Народилася у с. Поздяч (тепер с. Лешно) біля Перемишля, Республіка Польща. У 1921—1929 рр. навчалася в Українському інституті для дівчат у Перемишлі. У 1932—1937 рр. вчилася у відомих польських вчених-етнографів Адама Фішера та Яна Фальковського на гуманістичному виділі Львівського університету Яна Казимира, де отримала диплом магістра філософії.
Впродовж 1939—1980 рр. Катерина Матейко працювала у Львівському музеї етнографії (який 1951 р. був об'єднаний з Музеєм художньої промисловості і став називатися Музеєм етнографії та художнього промислу АН УРСР, тепер — у складі Інституту народознавства НАН України), була незмінною охоронницею фонду кераміки. У 1939 р. отримала повідомлення із організації «Związek Muzeów w Polsce», що її призначено на посаду етнографки у Кременецькому краєзнавчому музеї. Однак воєнні дії не дозволили зайняти це місце. Унаслідок сумнозвісної операції «Вісла» її родину, як і багатьох односельчан, було примусово виселено з рідної оселі на так звані повернені землі. 1955 р. захистила дисертацію кандидата з історичних наук на тему: «Українська народна кераміка XIX—XX ст.». У вересні 1958 р. отримала посаду старшої наукової співробітниці в Музеї етнографії та художнього промислу АН УРСР.
Дійсна членкиня Наукового товариства імені Шевченка з 1992 року.
Чоловік, мистецтвознавець Антін Будзан (1911—1982) — автор праць з різьбярства, бісеру, виробів з дерева.
Катерина Матейко померла 22 грудня 1995 року та похована у Львові на 39 полі Янівського цвинтаря.

## Громадська та наукова діяльність
Під час університетських студій Катерина Матейко брала участь у різних студентських товариствах: «Гурток україністів», «Товариство Українських Студентів-Католиків „Обнова“», «Марійська дружина студенток». Завдяки Юрію Липі почала друкуватися у журналі «Життя і знання». Як пластунка брала участь у таборах для фахово працюючої молоді у Славську, була виховною референткою і коменданткою табору в 1938 р., дописувачкою пластового журналу «З верха на верх», учасницею табору під Галичем біля Крилоса, в якому коменданткою була Марія Білинська. У таборі познайомилася з В. Глібовицьким і Р. Данилевичем, редакторами журналу «Українське Юнацтво», опублікувала в ньому кілька своїх статей.
У 1959 р. вийшла перша її монографія «Народна кераміка західних областей Української РСР XIX—XX ст.». Продовженням і доповненням до цієї теми стало альбомне видання «Художня кераміка західних областей Української РСР», яке вийшло 1962 р. У 1977 вийшла друком друга монографія дослідниці «Український народний одяг».
Катерина Матейко працювала над фундаментальною колективною монографією «Українці» (1959 року був підготовлений макет книги і віддруковані сигнальні її примірники), а також над «Атласом матеріальної культури українців». Проте через злочинні заборони тоталітарного режиму ці видання так і не побачили світ. Частина цього матеріалу у вигляді стислих параграфів згодом увійшла до колективних монографій «Нариси з історії українського декоративно-прикладного мистецтва» (1963), «Бойківщина» (1983), «Гуцульщина» (1987).
Катерина Матейко працювала поряд з такими відомими вченими, художниками і діячами української культури як Іван Крип'якевич, Михайло Возняк, Олександр Прусевич, Іларіон Свєнціцький, Філарет Колесса, Олена Кульчицька, Ольга Дучимінська, Роман Гарасимчук, Антін Будзан.
Остання книга вченої ― «Український народний одяг. Етнографічний словник» (1996).

## Публікації

### Книги
- Матейко К. І. Украинская народная керамика XIX—XX вв.: Историко-этнографическое исследование: Автореф. дис. … канд. ист. наук / АН УССР. Ин-т искусствоведения, этнографии и фольклора.― К., 1955.― 20 с.
- Матейко К. І. Художня кераміка західних областей Української РСР: Альбом / АН УРСР. УКР. держ. музей етногр. та худож. промислу: Укладач Матейко К. І. ― К., 1962.― 28 с: 60 табл.: іл.― Укр., рос. та англ. мовами.
- Матейко К. І. Украинские народные мотиви в современной одежде // VII Международный конгресс антропологических и этнографических наук. (Москва, август 1964 г.). ― М.: Наука, 1964. ― 10 с.― Співавт. С. Й. Сидорович.
- Матейко К. І. Український народний одяг / АН УРСР. Музей етнографії та худож. промислу. ― К.: Наукова Думка, 1977. ― 224 с.: іл.
- Матейко К. І. Український народний одяг: Етнографічний словник.― К.: Наук. Думка, 1996.

### Статті
- Матейко К. І. Культура и быт колхозников Львовской области // Советская этнография.― 1950.― N 4.―С 133—149.― Співавт. М. Ломова, Д. Фіголь, С. Сидорович, М. Кооакевич.
- Матейко К. І. До історії української народної кераміки // Матеріали з етнографії та художнього промислу.― К.: Вид-во АН УРСР, 1954.― Вип. 1.― С. 16-31: іл.
- Матейко К. І. Деякі особливості сучасного побуту українців Полісся: За матеріалами експедиції 1953 р. // Матеріали з етнографії та художнього промислу.― К.: Вид-во АН УРСР, 1956.― Вип. 2. ― С. 48-59: іл.― Співавт. Д. Фіголь, Л. Суха, М. Козакевич, М. Ломова.
- Матейко К. І. Українська народна кераміка // Довідник по фондах Українського державного музею етнографії та художнього промислу АН УРСР.― К.: Вид-во АН УРСР, 1956.― Вип. 1― С. 23-46: іл.
- Матейко К. І. Одяг шахтарів Донбасу дореволюційного часу // Матеріали з етнографії та художнього промислу АН УРСР.― К.: Вид-во АН УРСР, 1957.― Вип. 3.― С. 3-13, іл.
- Матейко К. І. Зберігати і розвивати кращі традиції української народної кераміки // Ленінська Правда.― Косів, 1959.
- Матейко К. І. Літературні джерела до історії побуту робітників України дорадянського періоду // Матеріали з етнографії та мистецтвознавства.― К.: Наук. Думка, 1959.― Вип. 5.― С. 42-63.
- Матейко К. І. Народна кераміка Львівщини. Матеріали з етнографії та мистецтвознавства.― К. : Наук. Думка, 1961― Вип. 6.― С.35-44: іл.
- Матейко К. І. У дім прийде краса // Вільна Україна. Львів.― 1961.― 21 вересня.― Співавт. В.Васьків.
- Матейко К. І. Звідки пішла назва гуцули? //Комсомольська Правда.― Станіслав, 1961.
- Матейко К. І. До історіографії етнографічшото дослідження Бойківщини // Матеріали з етнографії та мистецтвознавства.― К.: Наук. Думжа, 1962. ―Вип. 7-8.― С. 136—151.
- Матейко К. І. Здобутки народної культури ― в сучасний побут // Матеріали з етнографії та мистецтвознавства.― К., 1962.― Вип. 7-8.― С. 233—235.― Співавтор Фіголь Д. І.
- Матейко К. І. Використання в сучасному одязі елементів традиційного вбрання // Нар. Творчість та Етнографія.― 1963.― N. 2.― С. 14-20: іл.― Співавт. С. Й. Сидорович.
- Матейко К. І. Прикраси //Укр. Рад. Енцикл.― К.: Голов. ред. УРЕ, 1963.― Т. 11. ― С. 486.
- Матейко К. І. Народна культура Західних областей України за роки радянської влади: Тези доп. наук. конф., присвяченої 25-річчю воз'єднання Західноукр. земель з УРСР (7-8 грудня 1964 р.) / М-во культ. УРСР Укр. держ. музей етнографії та худож. промислу.― Львів, 1964.― С. 19-20.
- Матейко К. І. І. Я. Франко ― дослідник побуту населення Бойківщини // Ленінським Шляхом. ― Турка, 1965.― Жовтень.
- Матейко К. І. Кераміка // Каталог міжобласної художньої виставки, присвяченої 25-річчю ваз'єднання українського народу в одній Українській Радянській державі / Мін. культури. Льв. відділення Спілки худож. УРСР.― Львів: Каменяр, 1967.― С. 107—131: іл.
- Матейко К. І. Дослідник побуту Бойківщини: Про І. Я. Франка // Жовтень.1968.― N 5.― С. 127—128.
- Матейко К. І. Джерела наукового вивчення народного одягу // Архіви України.― 1968. ― N 6.― С. 21-29.
- Матейко К. І. Одяг // Нариси з історії українського декоративно-прикладного мистецтва /МВССО УРСР. Льв. держ. ін-т прикл. та декор. мист.― Львів: Вид-во Льв. у-ту, 1969.― С. 8, 16-20, 51-59: іл.
- Матейко К. І. Принципы этнографического райониирования украинской народной одежды // Тезисы докладов на хаседаниях, посвященных итогам полевых иселедований 1969 г.― М., 1970.― С. 49-52.
- Матейко К. І. Краса народного вбрання Нар. Творчість та Етнографія.― 1970.― N 1.― С. 30-39: іл.― Співавт. Н. І. Здоровега.
- Матейко К. І. Этнографические особенности одежды бойков // Карпатский сборник: Труды международной комиссии по изучению народной культуры Карпат и прилегающих к ним областей / АН СССР. Ин-т этн. им. Н. Н. Миклухо-Маклая.― М.: Наука, 1972.― С. 66-74.
- Матейко К. І. Іван Франко: Етнографічна експедиція на Бойківщину (Вступна стаття і переклад з німецької мови) // Жовтень.― 1972.― N 8.― С. 112—119; N 9.― С. 137—143: іл.― Співавт. В. Васьків.
- Матейко К. І. Локальні особливості одягу гуцулів кінця XIX ― початку XX ст. // Культура та побут населення Українських Карпат: Матеріали республіканської наукової конференції, присвяченої 50-річчю утворення СРСР: Тези доповідей та повідомлень / АН УРСР. Ін-т етн. ім. М. М. Міклухо-Маклая АН СРСР. Ін-т мистецтв, фольк. та етн. ім. М. Т. Рильського. МВССО УРСР. Ужгород. держ. ун-т Закарп. обл. орг. Укр. т-ва охор. пам'ят. іст. та культ..― Ужгород, 1972.― С. 45-46.
- Матейко К. І. Головні убори українських селян до початку XX ст. // Нар. Творчість та Етнографія.― 1973.- N З- С. 47-54: іл.
- Матейко К. І. Українське народне мистецтво: Кераміка і скло (Упоряд. розділу кераміка Матейко К. І.: ілюстрації).― К.: Мистецтво, 1974.― С. 218.
- Матейко К. І. Фольклорно-побутові сюжети у в творчості О. Бахматюка // Матеріали з етнографії та мистецтвознавства.― К.: Наук. Думка, 1975.― С. 89-96.
- Матейко К. І. Цінні етнографічні фотодокументи // Нар. Творчість та Етнографія.― 1976.― N 1.― С. 103—104.
- Матейко К. І. Локальные особенности одежды гуцулок // Карпатский сборник: Труди международной комисии по изучению народной культури Карпат и прилегающих к ним областей / АН СССР. Ин-т этн. им. Н. Н. Миклухо-Маклая.― М.: Наука, 1976.― С. 57-65.
- Матейко К. І. Державний музей етнографії та художнього промислу АН УРСР / Упоряд. розділу кераміка Матейко К. І.― К.: Мистецтво, 1976.
- Матейко К. І. Спільні риси в одязі східнослов'янських народів // Доповіді наукової ювілейної конференції до 100-річчя Музею етнографії та художнього промислу.―К.: Наук. Думка, 1976.― С. 42-47.
- Матейко К. І. Городництво // Бойківщина: Історико-етнографічне дослідження.― К.: Наук. Думка, 1983.― С. 113.
- Матейко К. І. Бджільництво // Бойківщина: Історико-етнографічне дослідження.― К.: Наук. Думка, 1983.― С. 113.
- Матейко К. І. Збиральництво // Бойківщина: Історико-етнографічне дослідження.― К.: Наук. Думка, 1983.― С. 114.
- Матейко К. І. Мисливство // Бойківщина: Історико-етнографічне дослідження.― К.: Наук. Думка, 1983.― С. 115.
- Матейко К. І. Рибальство // Бойківщина: Історико-етнографічне дослідження.― К.: Наук. Думка, 1983.― С. 115.
- Матейко К. І. Торгівля // Бойківщина: Історико-етнографічне дослідження.― К.: Наук. Думка, 1983.― С. 116.
- Матейко К. І. Гончарство // Бойківщина: Історико-етнографічне дослідження.― К.: Наук. Думка, 1983.― С. 127.
- Матейко К. І. Одяг // Бойківщина: Історико-етнографічне дослідження.― К.: Наук. Думка, 1983.― С. 142—149.
- Матейко К. І. Одяг // Гуцульщина: Історико-етнографічне дослідження.― К.: Наук. Думка, 1987.― С. 189—203.― Співавт. О. В. Полянська.
- Матейко К. І. Полесье в историко-этнографических исследованиях и источниках // Полесье: Материальная культура.― К.: Наук. Думка, 1988.― С. 3-8. Співавт. В. К. Бондарчик.

## Рецензії на книги Катерини Матейко
- Polonec А. [Рец. на кн.: Народна кераміка західних областей Української РСР XIX—XX ст.: історико-етнографічне дослідження. ― К., 1959.] // Sbornik slovenského narodného músea.― Bratislava, 1961. ― R. 55. ― S. 147—148.
- Dobrźańska ― Powlicka А. [Рец. на кн.: Narodna keramika zachidnych Ukrainśkoi RSR XIX-ХХ st.― К.; 1959] Polska sztuka ludova. ― 1964. ― R. XVIII. ― N 1.― S. 50-51.
- Gajerski Stanisław [Рец. на кн.: Український народний одяг.― К., 1977.] // Kwartalnik historii kultury materialnej.― 1977.― N 4.― S. 579—580.
- Кара-Васильева Т. [Рец. на кн.: Український народний одяг. ― К., 1977.] // Образотворче мистецтво. ― 1978. ― N 5. ― С. 30-31.
- Зеленчук В. С. Монографія про народний одяг [Рец. на кн.: Український народний одяг. ― К., 1977] // Нар. Творчість та Етнографія. ― 1977. ― N 2.―С. 92-93.
- Єрмоленко О. І. Краса народного одягу [Рец. на кн.: Український народний одяг. ― К., 1977] // Жовтень. ― 1978. ― N 6. ― С. 149—151.
- Никорак О. І. До виходу книги «Укр. народний одяг»: Етнографічний словник // Народознавчі зошити. — 1995. — N 1.— С. 23-24.